# Sebastián La Torre
Sebastián Milton La Torre Miranda (nacido en Lima, Perú, 29 de septiembre de 1998) es un futbolista peruano que se desempeña como delantero central y su equipo actual es Unión Huaral de la Liga 3 de Perú. Ha representado a la selección de fútbol sub-23 del Perú.

## Trayectoria
La Torre, de la urbanización Micaela Bastidas, Los Olivos, empezó a jugar al fútbol en un equipo de barrio llamado Cultural Palmeras, para después llegar a otro club amateur llamado Deportivo Independiente. Estuvo después en Cantolao y la academia de Deportivo Interlima hasta recalar en Esther Grande de Bentín, donde hizo divisiones menores. Estuvo dos años en las academias de Bentín jugando en Torneo Federación hasta llegar a Alianza Lima, donde estuvo en 2015 y 2016.

### Academia Cantolao
En 2017 pasó a formar parte de las filas de la Academia Cantolao, donde empezó a jugar en su equipo de reserva. Al año siguiente fue promovido al primer equipo, haciendo su debut profesional el 11 de abril de 2018 en la derrota por la mínima diferencia ante Real Garcilaso, jugando 66 minutos desde el arranque. Finalizó su primera campaña en la primera categoría teniendo 722 minutos distribuidos en 10 partidos, e incluso anotó un gol, el cual se dio el 15 de agosto de 2018 en la victoria por 4-0 sobre Comerciantes Unidos.
En enero de 2019 renovó por las próximas dos temporadas. A finales del 2019 Universitario de Deportes intentó contratarlo, sin embargo La torre tenía contrato con Cantolao y no se pudo dar el fichaje. Aunque en la temporada 2019 fue uno de los delanteros sub-23 más efectivos del campeonato, no pudo afianzarse como titular para el arranque de la Liga 1 2020. El 15 de julio rescindió su contrato con Cantolao a raíz de algunas actitudes extradeportivas.

### Universidad César Vallejo
El mismo día fue anunciado como refuerzo de la Universidad César Vallejo, para disputar la liga desde el reanudado Torneo Apertura 2020. El 15 de septiembre fue desvínculado oficialmente de la institución a causa de actos indisciplinarios.

### Sport Chavelines
El 19 de septiembre, 4 días después de su separamiento de Vallejo, fue anunciado como refuerzo de Sport Chavelines Juniors, de la Liga 2. Sin embargo, el 5 de diciembre fue nuevamente, por motivos de indisciplina, separado del cuadro y se le rescindió contrato.  

## Selección nacional
La Torre ha sido convocado a la selección de fútbol de Perú en su categoría sub-23, recibiendo el llamado por primera vez por el entrenador Nolberto Solano para los amistosos ante Colombia en octubre de 2019 con miras al Torneo Preolímpico Sudamericano Sub-23 de 2020.

## Estadísticas

### Clubes
Actualizado al último partido disputado el 23 de noviembre de 2023.
| Club                       | Div.          | Temporada     | Liga  | Liga  | Copas nacionales | Copas nacionales | Copas internacionales | Copas internacionales | Total | Total |
| Club                       | Div.          | Temporada     | Part. | Goles | Part.            | Goles            | Part.                 | Goles                 | Part. | Goles |
| -------------------------- | ------------- | ------------- | ----- | ----- | ---------------- | ---------------- | --------------------- | --------------------- | ----- | ----- |
| A. D. Cantolao · Perú      | 1.ª           | 2018          | 10    | 1     | —                | —                | —                     | —                     | 10    | 1     |
| A. D. Cantolao · Perú      | 1.ª           | 2019          | 22    | 6     | 4                | 1                | —                     | —                     | 26    | 7     |
| A. D. Cantolao · Perú      | 1.ª           | 2020          | 4     | 0     | —                | —                | —                     | —                     | 4     | 0     |
| A. D. Cantolao · Perú      | Total club    | Total club    | 36    | 7     | 4                | 1                | 0                     | 0                     | 40    | 8     |
| Univ. César Vallejo · Perú | 1.ª           | 2020          | 4     | 0     | —                | —                | —                     | —                     | 4     | 0     |
| Univ. César Vallejo · Perú | Total club    | Total club    | 4     | 0     | 0                | 0                | 0                     | 0                     | 4     | 0     |
| Sport Chavelines · Perú    | 2.ª           | 2020          | 3     | 0     | —                | —                | —                     | —                     | 3     | 0     |
| Sport Chavelines · Perú    | Total club    | Total club    | 3     | 0     | 0                | 0                | 0                     | 0                     | 3     | 0     |
| Alianza Atlético · Perú    | 1.ª           | 2021          | 3     | 0     | —                | —                | —                     | —                     | 3     | 0     |
| Alianza Atlético · Perú    | Total club    | Total club    | 3     | 0     | 0                | 0                | 0                     | 0                     | 3     | 0     |
| Unión Comercio · Perú      | 2.ª           | 2021          | 4     | 0     | —                | —                | —                     | —                     | 4     | 0     |
| Unión Comercio · Perú      | Total club    | Total club    | 4     | 0     | 0                | 0                | 0                     | 0                     | 4     | 0     |
| Unión Huaral · Perú        | 2.ª           | 2022          | 10    | 2     | —                | —                | —                     | —                     | 10    | 2     |
| Unión Huaral · Perú        | Total club    | Total club    | 10    | 2     | 0                | 0                | 0                     | 0                     | 10    | 2     |
| Univ. San Martín · Perú    | 2.ª           | 2022          | 4     | 0     | —                | —                | —                     | —                     | 4     | 0     |
| Univ. San Martín · Perú    | Total club    | Total club    | 4     | 0     | 0                | 0                | 0                     | 0                     | 4     | 0     |
| Santos F. C. · Perú        | 2.ª           | 2023          | 8     | 2     | —                | —                | —                     | —                     | 8     | 2     |
| Santos F. C. · Perú        | Total club    | Total club    | 8     | 2     | 0                | 0                | 0                     | 0                     | 8     | 2     |
| F. K. Kukësi · Albania     | 1.ª           | 2023-24       | 11    | 4     | 0                | 0                | —                     | —                     | 11    | 4     |
| F. K. Kukësi · Albania     | Total club    | Total club    | 11    | 4     | 0                | 0                | 0                     | 0                     | 11    | 4     |
| Total carrera              | Total carrera | Total carrera | 83    | 15    | 4                | 1                | 0                     | 0                     | 87    | 16    |